# Великі національні збори Туреччини
Великі національні збори Туреччини (тур. Türkiye Büyük Millet Meclisi, TBMM) - вищий однопалатний законодавчий орган (парламент) Турецької Республіки найчастіше називають просто меджліс (тур. Meclis). Був організований в Анкарі 23 квітня 1920 в ході греко-турецької війни.

## Група
- Уряд (319)
  -      Ak Parti (264)
- підтримка уряду
  -      MHP (50)
  -      Hüda Par[en] (4)
  -      DSP[en] (1)

- Опозиція (281)
  -      CHP (130)
  -      HDP (57)
  -      İYİ[en] (43)
  -      SP[en] (20)
  -      DEVA[en] (15)
  -      YRP[en] (5)
  -      TİP[en] (4)
  -      DP[en] (3)
  -      EMEP[en] (2)
  -      DBP[en] (2)

## Історія
Великі національні збори Туреччини були скликані в квітні 1920 року з метою прийняття конституції Туреччини, що й було зроблено в січні 1921 року.

## Структура
550 депутатів парламенту обираються на чотирирічний термін на загальних виборах пропорційно партійними списками, а також у 85 виборчих округах.
Через чисельність населення Стамбул включає 3 виборчих округи, а Анкара і Ізмір — по 2 округи.
У парламенті представлені лише партії, які набрали понад 10% голосів.